# Hipólito de Este
Hipólito de Este (en húngaro: Esztei Ipoly) (Ferrara, 20 de marzo de 1482- Ferrara, 3 de septiembre de 1520) fue el cuadragésimo octavo arzobispo de Estrigonia,  miembro de la Casa de Este. Sobrino de Beatriz de Nápoles, la esposa del rey Matías Corvino de Hungría.

## Biografía
Era hijo de Hércules I de Este, Duque de Ferrara, y de Leonor de Aragón, hija del rey Fernando I de Nápoles. La otra hija de este rey era Beatriz de Nápoles, la esposa del rey Matías Corvino de Hungría.
En enero de 1487 el rey húngaro nombró arzobispo de Estrigonia al infante Hipólito de 5 años de edad tras la muerte de Juan de Aragón, hermano menor de la reina, quien ocupada dicho cargo eclesiástico. Planeando continuar controlado los enormes ingresos del arzobispado, así como el poder eclesiástico que este contenía en si, la pareja real colocó en la silla a su pequeño sobrino, lo que solamente muchos años después fue confirmado por el papa Inocencio VIII. En 1490 falleció el rey Matías y su esposa Beatriz no consiguió permanecer en el poder, siendo coronado Vladislao II de Hungría. Hipólito continuó en la silla arzobispal, pero por su minoría de edad no pudo coronar al nuevo rey. El papa Alejandro VI nombró a Hipólito a sus 12 años de edad cardenal diácono en 1493. Luego a partir de 1498 fue nombrado arzobispo de Milán, y desde 1502 arzobispo de Capua, así como obispo de Ferrara (1503).
El 20 de diciembre de 1497, tras una hábil jugada política, se logró que Hipólito aceptase cambiar su puesto de arzobispo con Tomás Bakócz, recibiendo de este el título de obispo de Eger. Tras esto, el experimentado y prestigioso Bakócz consiguió acabar con la crisis que giraba en torno a la arquidiócesis de Estrigonia desde hacía varias décadas.
Sin considerar que en 1512 Hipólito mantuvo un concilio en Eger, estuvo muy poco tiempo en Hungría, residiendo más bien en Italia, en las propiedades de su familia. En 1520 visitó su lugar favorito en Hungría, Felsőtakány, y luego de regresar a Ferrara falleció repentinamente el 3 de septiembre de 1520, y fue enterrado en la sacristía de la catedral Ferrara en la tarde de su muerte.
Fue un poeta experimentado, y escribió numerosos versos religiosos y profanos.